# 叶氏角蟾
叶氏角蟾（学名：Jingophrys yeae）一种于中华人民共和国西藏自治区墨脱县发现的两栖动物，隶属于角蟾科靖角蟾属。种加词取自中国两栖动物学专家叶昌媛的姓氏，以纪念其对中国两栖动物研究的贡献。本种发表时被归入角蟾属（Megophrys），2021年有研究人员将其归入异角蟾属，2023年又被归入靖角蟾属。

## 形态特征
叶氏角蟾体型纤细，雄蟾体长23.8～29.1毫米，雌蟾27.9～31.3毫米。身体皮肤比较光滑，背部呈淡棕色，散布橘红色的小疣粒；两眼之间有小疣粒组成的三角形肤棱；两肩之间具有一个“V”形肤棱，后部有“W”形的肤棱；腹部为象牙白，前部具斑驳灰斑，后部散布数个小黑点；腹部两侧各具一条大黑条斑。

## 保护
本种于2023年被收录入《有重要生态、科学、社会价值的陆生野生动物名录》。